# Celtic Woman: Celebration
Celebration: 15 Years of Music & Magic (en español Celebración: 15 Años de Música y Magia) es un álbum recopilatorio del conjunto musical irlandés Celtic Woman, lanzado el 27 de febrero de 2020 por Manhattan Records y distribuido por Universal Music.

## Antecedentes
En 2020 se cumplieron 15 años desde la creación y lanzamiento formal de Celtic Woman como un conjunto musical, desde el 1 de marzo de 2005, cuando publicaron su álbum debut homónimo Celtic Woman. La trayectoria musical del grupo ha sido muy exitosa en todo su tiempo de existencia, siendo un objetivo principal la celebración y difusión de la rica herencia musical y cultural de Irlanda y con motivo del 15 aniversario, decidieron lanzar una recopilación de grandes éxitos de la agrupación, recogiendo temas de cada período de éste y reuniendo las voces de la gran mayoría de las integrantes que han sido parte del grupo.

“'Celebration: 15 Years of Music & Magic' reúne algunas de las canciones favoritas de Celtic Woman del viaje hasta ahora, canciones que han creado un vínculo increíble con el público de todo el mundo. Aquí están para su placer auditivo...”
— Comunicado de Celtic Woman a través de su sitio web. 

Este álbum cuenta con la participación de las vocalistas Chloë Agnew, Órla Fallon, Lisa Kelly, Méav Ní Mhaolchatha, Hayley Westenra, Lynn Hilary, Alex Sharpe, Lisa Lambe, Susan McFadden, Máiréad Carlin, Éabha McMahon, Megan Walsh y las violinistas Máiréad Nesbitt y Tara McNeill.

## Lista de temas
- Edición Estándar (CD y Streaming)

| Celebration: 15 Years of Music & Magic |                                                                         |                                           |          |  |
| N.º                                    | Título                                                                  | Intérprete(s)                             | Duración |  |
| 1.                                     | «May It Be» (del álbum ‘Celtic Woman’ (2005))                           | Lisa Kelly                                | 3:48     |  |
| 2.                                     | «Ballroom of Romance» (del álbum ‘Ancient Land’ (2018))                 | Carlin / McMahon / Walsh / McNeill        | 3:18     |  |
| 3.                                     | «Granuaile's Dance» (del álbum ‘A New Journey’ (2007))                  | Máiréad Nesbitt                           | 3:43     |  |
| 4.                                     | «Dúlaman» (del álbum ‘A New Journey’ (2007))                            | Méav Ní Mhaolchatha                       | 3:07     |  |
| 5.                                     | «You Raise Me Up» (del álbum ‘The Greatest Journey’ (2008))             | Agnew / Fallon / Kelly / Nesbitt / Hilary | 4:43     |  |
| 6.                                     | «Amazing Grace» (del álbum ‘Songs from the Heart’ (2010))               | Agnew / Sharpe / Kelly / Nesbitt / Hilary | 5:00     |  |
| 7.                                     | «The Voice» (del álbum ‘A New Journey’ (2007))                          | Lisa Kelly                                | 3:09     |  |
| 8.                                     | «Ave Maria» (del álbum ‘Believe’ (2012))                                | Chloë Agnew                               | 4:22     |  |
| 9.                                     | «Mo Ghile Mear (My Gallant Star)» (del álbum ‘Voices of Angels’ (2016)) | Carlin / McMahon / McFadden / McNeill     | 3:38     |  |
| 10.                                    | «Níl Sé'n Lá» (del álbum ‘Emerald: Musical Gems’ (2014))                | Agnew / Lambe / McFadden / Nesbitt        | 3:37     |  |
| 11.                                    | «I See Fire» (del álbum ‘Destiny’ (2015))                               | Máiréad Carlin                            | 5:09     |  |
| 12.                                    | «Danny Boy» (del álbum ‘Emerald: Musical Gems’ (2014))                  | Agnew / Lambe / McFadden / Nesbitt        | 3:17     |  |
| 13.                                    | «Téir Abhaile Riú» (del álbum ‘Believe’ (2012))                         | Agnew / Lambe / Kelly / Nesbitt           | 4:06     |  |
| 14.                                    | «The Parting Glass» (del álbum ‘Ancient Land’ (2018))                   | Carlin / McMahon / Walsh / McNeill        | 4:32     |  |
| 55:26                                  |                                                                         |                                           |          |  |

- Edición Japonesa (SHM CD)

| Celebration: 15 Years of Music & Magic |                                                                       |                                                              |          |  |
| N.º                                    | Título                                                                | Intérprete(s)                                                | Duración |  |
| 15.                                    | «The Sky and the Dawn and the Sun» (del álbum ‘A New Journey’ (2007)) | Agnew / Fallon / Kelly / Nesbitt / Ní Mhaolchatha / Westenra | 5:21     |  |
| 60:47                                  |                                                                       |                                                              |          |  |